# Іванівка (Білогірський район)
Іва́нівка (до 1948 — Джага́-Бєш-Куртка́, крим. Cağa Beş Qurtqa) — село Білогірського району Автономної Республіки Крим.
Входить до Іванівської сільської ради.
Відстань від райцентру до населеного пункта становить 37 кілометрів по прямій.